# Dolichol
Un dolichol est un terpénoïde constitué d'un nombre variable d'unités isoprène terminées par un groupe isoprénoïde α-saturé portant une fonction alcool.
Les dolichols jouent un rôle dans le processus de modification co-traductionnelle appelé N-glycosylation sous la forme de dolichol pyrophosphate. Ils permettent l'ancrage dans les membranes pour la formation de l'oligosaccharide Glc3Man9GlcNAc2 ; cet oligoside est transféré du dolichol vers certains résidus d'asparagine d'une chaîne polypeptidique nouvellement synthétisée.
Des dolichols peuvent également être ajoutés à des protéines en vue de constituer des glycoprotéines dans le réticulum endoplasmique granuleux à partir de résidus de dolichol portant des polysaccharides ramifiés.
Les dolichols sont également un constituant important de la substantia nigra.